# Kājavand
Die Kājavand (auch: Ḵvājavand) sind ein kurdischer Stamm, der in der iranischen Provinz Mazandaran am Kaspischen Meer beheimatet ist. Der Stamm soll ursprünglich unter der kurzlebigen Herrschaftszeit der Afschariden unter Nadir Schah aus Bidschar (Garrūs) und Kordestān eingewandert sein.
Während der Regierungszeit Karim Khan-e Zands sollen Teile des Stammes durch Geleit Āghā Muhammad Khān Kādschārs in die angestammten Gebiete zurückgekehrt sein. Verschiedene Clans der Siyāhserāni, Šarafvand und Šāhsavand leben in der Gegend von Kojur (persisch بخش کجور), südöstlich von Nouschahr; andere, wie die Garrusi, Kordestāni südwestlich davon. Auch in Ramsar sollen Mitte des 19. Jahrhunderts Kakavand gelebt haben. Kaum 100 der Familien sollen sunnitisch geblieben sein, der Rest konvertierte zur Schia, soweit sie sich nicht der Bewegung Ahl-e Haqqs anvertrauten.
Die Kakavand waren verpflichtet, Abgaben nach Gorgan (Astarābād) zur Mobilisierung gegen die Turkmenen zu leisten. Dadurch aber, dass die Kakavand Anfang des 19. Jahrhunderts durch Abbas Mirza gezielt gegen die Russen eingenommen waren, konnten sie sich einen eigenen Rang verschaffen. Im Jahr 1808 taten sie sich durch einen Gegenangriff in der Nachbarschaft Naḵčevāns hervor. Angeblich schlugen sie die Russen in glorreicher Manier.
Weil sich Premierminister Mohammad Vali Khan Landstriche der Kakavand angeeignet hatte, wandten diese sich während der Konstitutionellen Revolution zwischen 1906 und 1909 den Royalisten zu.